# Fernmeldezug Saarpfalz
Der Fernmeldezug Saarpfalz ist eine Regieeinheit des Saarpfalz-Kreises mit saarlandweiter Zuständigkeit. Er stellt zusätzlich erforderliche Kommunikationsverbindungen her, ersetzt ausgefallene Verbindungen, plant und betreibt diese. Er wird überwiegend bei der Bewältigung großflächiger Schadenslagen eingesetzt. Er unterstützt im Bedarfsfall die Technischen Einsatzleitungen mit Kommunikationselementen und ist zudem in der Lage, eine semistationäre Führungsstelle für Einsätze mit stabsmäßiger Führung einzurichten.

## Organisation und Aufgaben
Der Fernmeldezug Saarpfalz ist die letzte Regieeinheit im Bereich Information und Kommunikation (IuK) im Saarland.
Das Einsatzgebiet ist überwiegend der IuK-Bereich zur Bewältigung großflächiger Schadenslagen. Angegliedert sind sie dem Saarpfalz-Kreis, welcher organisatorisch für sie zuständig ist.
Der Fernmeldezug
- stellt Funkbereitschaft her, betreibt Funkstellen
- richtet Funkverkehrskreise ein
- errichtet behelfsmäßige Relaisfunkstellen
- richtet behelfsmäßige Fernmeldezentralen ein
- baut Fernsprechleitungen
- baut behelfsmäßige Befehlsstellen fernmeldemäßig aus
- betreibt die Fernsprechvermittlung
- schließt an private Fernsprechnetze an
- stellt Fernsprechverbindungen zur Verfügung
- stellt Datenverbindungen zur Verfügung
- stellt Führungsmittel zur Verfügung.

## Geschichte
Hervorgegangen aus dem Luftschutzhilfsdienst (LSHD), wurde die Einheit nach dessen Auflösung 1968 als Regieeinheit in den Erweiterten Katastrophenschutz überführt.
In den 1990er Jahren zog sich der Bund aus der Finanzierung des Fernmeldedienstes zurück. Das Saarland und der Saarpfalz-Kreis erkannten früh die Notwendigkeit der Beibehaltung des Fernmeldezuges für die Information und Kommunikation im Gefahren- und Katastrophenfall. Zum Fortbestand des Zuges trug auch ganz maßgeblich das persönliche Engagement des damaligen Zugführers und ARKAT-Landesvorsitzenden Berdy Schuck bei.
Im Jahr 2011 verstarb Schuck. Patrick Hans übernahm die Zugführung zusammen mit dem seit 1997 stellvertretenden Zugführer Christian Müller.
Florian Göstl aus Saarlouis und Michael Mörschbächer aus Bexbach führen seit dem 1. November 2021 gemeinsam den Fernmeldezug Saarpfalz. Mit dem erfolgreichen Absolvieren des Zugführerlehrgangs an der Landesfeuerwehrschule hat Florian Göstl die Voraussetzungen geschaffen, das Amt des langjährigen Zugführers Patrick Hans zu übernehmen. Sein Stellvertreter Michael Mörschbächer folgt auf Christian Müller.
Der Fernmeldezug nimmt heute seine Aufgaben nach der Verordnung über die Organisation des Katastrophenschutzes im Saarland vom 13. Oktober 2014 wahr.

## Rechtliche Grundlage
In § 10 der Verordnung über die Organisation des Katastrophenschutzes im Saarland vom 13. Oktober 2014 heißt es:
1. Im Fachdienst Informations- und Kommunikationstechnik ist ein Fernmeldezug mit landesweiter Zuständigkeit im Saarpfalz-Kreis eingerichtet.
2. Der Fernmeldezug wird überwiegend bei der Bewältigung großflächiger Schadenslagen eingesetzt. Er stellt zusätzlich erforderliche Kommunikationsverbindungen her, ersetzt ausgefallene Kommunikationsverbindungen und betreibt sie. Er unterstützt im Bedarfsfall die Technischen Einsatzleitungen (§ 13) mit Kommunikationselementen und ist zudem in der Lage, eine semistationäre Führungsstelle für Einsätze mit stabsmäßiger Führung einzurichten.
3. Der Fernmeldezug wird als Regieeinheit nach § 18 Absatz 3 Satz 2 des Gesetzes über den Brandschutz, die Technische Hilfe und den Katastrophenschutz im Saarland  geführt. Träger des Fernmeldezuges ist der Saarpfalz-Kreis als untere Katastrophenschutzbehörde.
4. Die vom Land finanzierte Fahrzeugausstattung besteht für den Fernmeldezug aus einem Einsatzleitwagen mit entsprechender Fernmeldeausstattung, einem Gerätewagen Informations- und Kommunikationstechnik und einem Mehrzweckfahrzeug.